# Kristallerholung
Unter Kristallerholung versteht man die Beseitigung der Folgen einer plastischen Verformung (z. B. Kaltumformung) ohne Neubildung des Gefüges (Rekristallisation). Kristallerholung führt zum Abbau von Spannungen, Kornform und Korngröße des verformten Gefüges bleiben erhalten.
Durch Temperaturerhöhung wird die Kristallerholung infolge größerer Atombeweglichkeit begünstigt. Bei Aluminium tritt eine merkliche Kristallerholung nach einer Kaltumformung schon bei Raumtemperatur ein, bei Stahl erst bei Temperaturen ab ca. 300 °C.
Findet die Erholung schon während der Umformung statt, so spricht man von dynamischer Erholung – in allen anderen Fällen von statischer Erholung.

## Mechanismen

Ausheilung vorzeichenfremder Versetzungen

Die Kristallerholung ist primär auf zwei parallel auftretende Effekte zurückzuführen.

### Ausheilung
- Die Ausheilung nulldimensionaler Fehler geschieht durch Diffusion von Zwischengitteratomen in Gitter-Leerstellen.
- Eindimensionale Fehler, also Stufen- und Schraubenversetzungen, heilen durch Annihilation zweier Versetzungen entgegengesetzter Vorzeichen (Summe der Burgersvektoren gleich null, siehe nebenstehende Abbildung).

### Umordnung
- Bei der Umordnung nulldimensionaler Fehler lagern sich Leerstellen bzw. Zwischengitteratome in die Gitterhalbebenen der Versetzungen ein, wodurch die Stufenversetzungen ihre Lage verändern können – sie klettern.
- Durch Klettern von Stufenversetzungen und Quergleiten von Schraubenversetzungen können sich diese in eine energetisch günstigere Position umlagern, in regelmäßigen Reihen anordnen und Kleinwinkelkorngrenzen bilden. Durch diesen Polygonisationsvorgang entstehen innerhalb eines Kristallits Subkörner mit einer sehr niedrigen Versetzungsdichte in ihrem Inneren und versetzungsreichen, netzartigen Strukturen an ihren Grenzen.

### Allgemeines
Während der Kristallerholung bleiben Großwinkelkorngrenzen statisch und werden nicht neu gebildet. Wenn im Spezialfall der kontinuierlichen Rekristallisation Korngrenzbewegungen behindert sind, entstehen neue Großwinkelkorngrenzen; somit ist dieser Fall von der Kristallerholung zu unterscheiden.

## Einfluss auf die Werkstoffeigenschaften
Werkstoffe zeigen nach der Kristallerholung eine höhere Duktilität.
Mit steigender Temperatur werden Erholungsvorgänge im Gefüge zunehmend begünstigt. Dies schlägt sich in den mechanischen Eigenschaften nieder, z. B. durch ein Absinken von Härte und Zugfestigkeit. Werden Temperatur und/oder Umformgrad weiter erhöht, so setzen zunehmend Rekristallisationsvorgänge ein, verbunden mit einer völligen Gefügeneubildung.
Die Stapelfehlerenergie eines Werkstoffs hat großen Einfluss auf das Ausmaß der Kristallerholung:
- Bei Werkstoffen mit hoher Stapelfehlerenergie ist die Kristallerholung nicht behindert. So hat Aluminium eine hohe Stapelfehlerenergie, daher kann bei Reinstaluminium die (durch Kaltverfestigung bedingte) Härte nur durch Erholung um 40 Prozent gesenkt werden.
- Dagegen ist bei Werkstoffen mit niedriger Stapelfehlerenergie die Kristallerholung behindert, es kommt mehr zum konkurrierenden Prozess der Rekristallisation. So liegt z. B. bei Kupfer die Senkung der Härte durch Erholung ohne Rekristallisation im praktisch nicht messbaren Bereich.